# L'Enfant des neiges (film 1951)
L'Enfant des neiges è un film del 1951 diretto da Albert Guyot.

## Trama
Dopo che Jacques ha avuto un figlio con Gisèle, la fidanzata Mony accetta di adottare di bambino. Ma, quando Gisèle lo rivuole indietro, lei glielo restituisce e spinge Jacques a sposarla.

## Produzione
Il film fu prodotto con il titolo di lavorazione La Visiteuse dalla La Société des Films Sirius e dalla R.C.M.

## Distribuzione
Distribuito dalla Société des Films Sirius, uscì nelle sale cinematografiche francesi il 20 aprile 1951.